# Дибовець
Ди́бовець (болг. Дъбовец) — село в Хасковській області Болгарії. Входить до складу общини Любимець.

## Населення
За даними перепису населення 2011 року у селі проживали 53 особи.
Національний склад населення села:
| Національність   | Кількість осіб | Відсоток |
| ---------------- | -------------- | -------- |
| болгари          | 34             | 64,2%    |
| турки            | 12             | 22,6%    |
| цигани           | 7              | 13,2%    |
| інша             | 0              | 0%       |
| не визначились   | 0              | 0%       |
| Всього відповіли | 53             |          |

Розподіл населення за віком у 2011 році:
Динаміка населення: